# Districte de Kannur
El districte de Kannur District (malayam കണ്ണൂര്‍) és una divisió administrativa de l'estat de Kerala, Índia, amb capital a Kannur o Cannanore. La superfície és de 2.966 km i la població de 2.251.727 habitants (2001).

## Administració
Està dividida en tres talukes:
- Thaliparamba
- Kannur
- Thalassery

Està dividit també en 9 blocks de desenvolupament: Kannur, Edakkad, Irikkur, Iritty, Kuthuparamba, Payyannur, Peravoor, Taliparamba i Thalassery.
Els municipis del districte són Taliparamba, Kannur, Thalassery, Kuthuparamba, Payyannur i Mattannur.

## Història
El districte formà pàrt bàsicament del principat dels Ali Rajpur de Cannanore. Vegeu Cannanore
El 1790 Cannanore fou ocupada pels britànics i annexionada el 1792 pel tractat de Seringapatam i va formar el districte de Malabar, dins de la presidència de Madras.
Per la rebel·lio dels mopiles del 1921, vegeu Moplastan.
Amb la independència de l'Índia (1947) la presidència de Madras va esdevenir província de Madras i el 1950 Estat de Madras. L'1 de novembre de 1956 el districte fou unit a l'estat de Travancore-Cochin per formar l'estat de Kerala.
El districte de Malabar va quedar dividit en tres districtes l'1 de gener de 1957: 
- Districte de Kannur
- Districte de Kozhikode
- Districte de Palakkad

Quan es va crear estava format per set talukes:
- Kasaragod
- Hosdurg
- Taliparamba (Thaliparamba)
- Kannur
- Thalassery
- North Wayanad
- South Wayanad.

Després South Wayanad fou inclosa al districte de Kozhikode; l'1 de novembre de 1980 North Wayanad i South Wayanad foren separades dels respectius districtes dels que formaven part per constituir el districte de Wayanad. El 24 de maig de 1984 foren separades les dues talukes del nord (Kasaragod i Hosdurg) per formar el districte de Kasaragod.

## Galeria

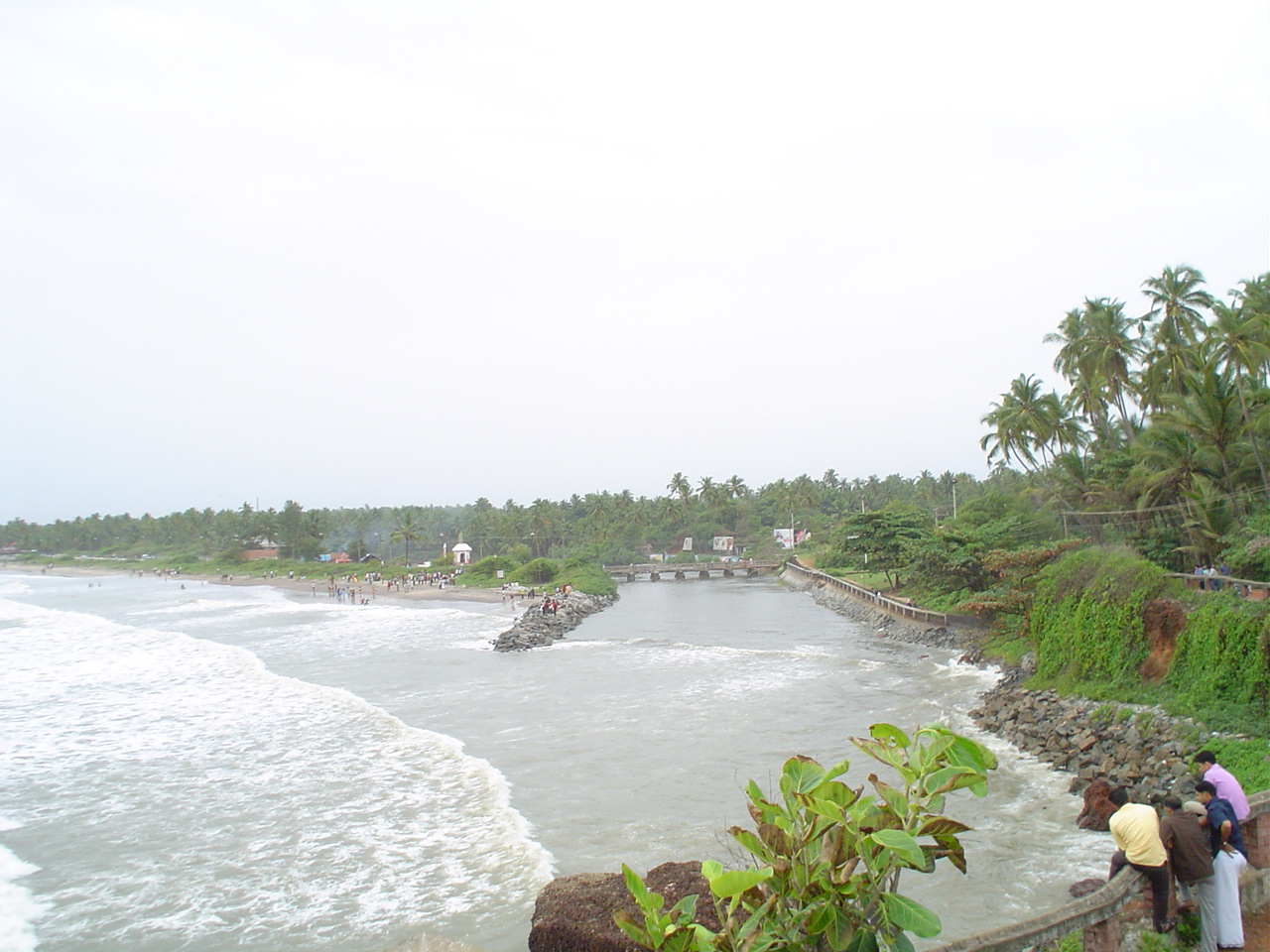
Platja de Payyambalam
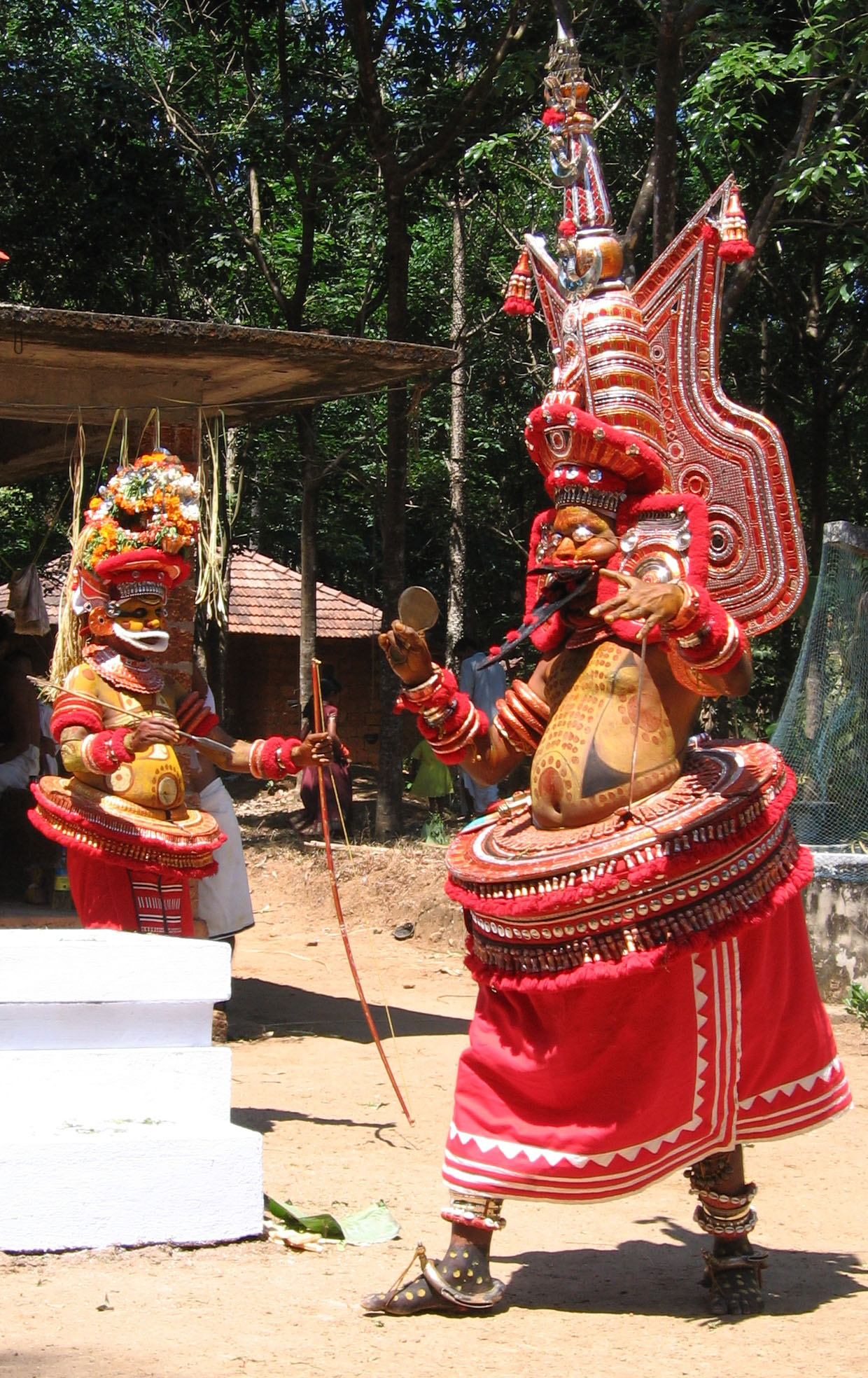
Temple
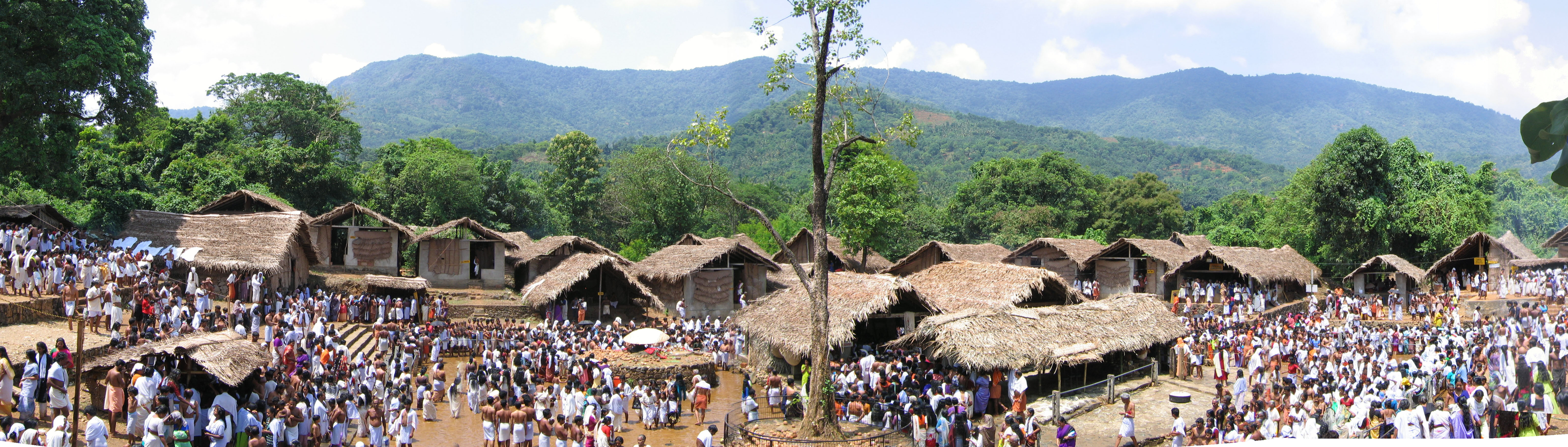
Temple